# Auslöseverzögerung

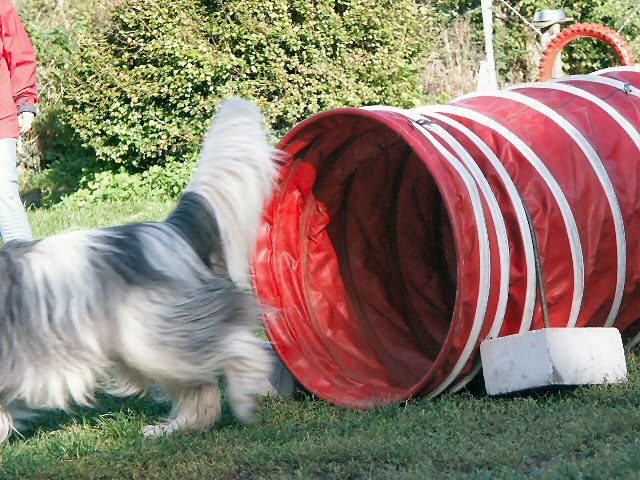
Beispiel für störende Auslöseverzögerung: Die Kamera löst erst aus, nachdem sich der Hund bereits aus dem Bildausschnitt herausbewegt hat.

Als Auslöseverzögerung bezeichnet man in der Fotografie die Zeitspanne, die zwischen Drücken des Auslösers der Kamera und dem tatsächlichen Beginn der Bildaufzeichnung verstreicht. Bei Kameras mit Autofokus wird die Auslöseverzögerung im Wesentlichen durch die Geschwindigkeit der automatischen Scharfeinstellung bestimmt.

## Ursachen
Die Auslöseverzögerung ist ein konstruktionsbedingtes Merkmal und setzt sich bei einer Kamera je nach verwendeter Technik aus unterschiedlichen Komponenten zusammen, teils mechanischer, teils elektronischer Herkunft.

### Mechanik
Der Druck auf den Auslöser setzt sowohl bei herkömmlichen als auch bei Digitalkameras eine ganze Reihe mechanischer Abläufe in Gang:
- bei einigen älteren Sucherkameras wird der Zentralverschluss gespannt (heute nicht mehr üblich);
- bei Kameras mit Autofokus stellt ein Motor die ermittelte Entfernungseinstellung ein;
- bei manchen Sucherkameras und allen Spiegelreflexkameras mit Offenblendmessung wird die Arbeitsblende eingestellt;
- bei einäugigen Spiegelreflexkameras mit Schwingspiegel wird dieser aus dem Strahlengang geschwenkt;
- bei spiegellosen digitalen Systemkameras wird der für die Motivbetrachtung im elektronischen Sucher stets geöffnete Schlitzverschluss zunächst geschlossen und der Bildsensor gelöscht;

Erst jetzt kann der Verschluss geöffnet werden und die eigentliche Belichtung beginnt.

### Elektronik
Die Belichtungsmessung und -Einstellung erfolgt bei modernen Kameras nahezu verzögerungsfrei. Einige Spiegelreflexkameras korrigieren die Belichtungseinstellungen jedoch noch einmal unmittelbar nach Schließen der Objektivblende und legen dafür eine kurze Verzögerungszeit ein, bei der Minolta XD-Serie beispielsweise ca. 60 ms. Moderne Kameras lösen nach Beendigung der Scharfeinstellung inklusive aller sonstigen mechanischen Verzögerungen in weniger als 200 ms aus, teils auch mit deutlich weniger als 100 ms Verzögerung.

### Einfluss des Autofokus
Erhebliche Unterschiede bei der Auslöseverzögerung ergeben sich aus dem Autofokusverfahren. Hierbei müssen zwei Familien unterschieden werden, der Kontrast-AF und der Phasen-AF. Der Zeitbedarf für die Scharfstellung muss zu den oben genannten Verzögerungen hinzugezählt werden.
Das ältere, schon bei filmbasierten Kameras verbreitete Phasenvergleichsverfahren arbeitet mit separaten Sensoren nach einem Triangulationsverfahren und kann das Kameraobjektiv in den meisten Fällen direkt auf das gewünschte Motiv einstellen, da sich die erforderliche Verstellrichtung unmittelbar aus dem Messverfahren ergibt. Die meisten digitalen Spiegelreflexkameras und alle filmbasierten Kameras mit passivem AF arbeiten mit dieser Technik. Auch einige digitale Kompaktkameras mit einem zusätzlichen Phasensensor waren am Markt. Kameras mit Phasen-AF erreichen, abhängig vom verwendeten Objektiv und Beleuchtungsverhältnissen, Einstellzeiten gewöhnlich unterhalb einer halben Sekunde, teils unter 100 ms.
Bei der Scharfstellung über das Kantenkontrastverfahren wertet die Kamera laufend das vom Kamerasensor erzeugte Bild aus. Neben dem erheblich größeren Rechenaufwand hat dies den prinzipbedingten Nachteil, dass der Autofokus sich an die korrekte Einstellung herantasten muss und dazu unter Umständen mehrfach hin- und hersteuert. Bei ungünstigen Lichtverhältnissen kann starkes Sensorrauschen die Funktion zusätzlich beeinträchtigen. Bei einfacheren Digitalkameras kann dieser Vorgang auch bei guter Beleuchtung mehrere Sekunden dauern, selbst hochwertige Systemkameras benötigen spürbar längere Zeit als Kameras mit Phasen-AF. Auch der AF im Liveview-Modus der meisten Spiegelreflexkameras arbeitet mit Kontrast-AF und ist damit vergleichsweise langsam.
Seit Ende 2012 sind spiegellose digitale Systemkameras verfügbar, die die Nachteile des Kontrast-AF durch in den Bildsensor integrierte Phasensensoren beheben. Sie erreichen damit ähnlich kurze Verzögerungen durch den AF wie Spiegelreflexkameras.

## Richtwerte
Während aktuelle digitale Spiegelreflexkameras Auslöseverzögerungen um 0,2–0,5 Sekunden haben, muss man im Bereich der kompakten Digitalkameras je nach Modell und Aufnahmebedingungen mit Auslöseverzögerungen im Bereich bis zu mehr als einer Sekunde rechnen.
Die Firma Ricoh umging das Problem bei einigen Modellen durch einen sogenannten Hybrid-Autofokus. Hierbei wird ein zusätzlicher, vom Aufnahme-CCD unabhängiger AF-Sensor eingesetzt, wie man ihn schon seit vielen Jahren von konventionellen AF-Kameras kennt. Bei normalen Aufnahmeentfernungen kann durch diese Technik eine Verzögerung von weniger als 0,1 Sekunden erreicht werden. Bei Nah- und Makroaufnahmen funktioniert dieses Verfahren systembedingt jedoch nicht, die Kameras werten dann relativ langsam das CCD aus.
Angaben über die Auslöseverzögerung fehlen meist in den Datenblättern der Kamerahersteller; realistischere Angaben finden sich in der Regel nur in unabhängigen Testberichten. Geben Hersteller diese Daten bekannt, so ist meist die Auslöseverzögerung nach der Fokussierung gemeint, da der Einfluss unterschiedlicher Aufnahmebedingungen und der Einsatz unterschiedlicher Objektive eine fixe Angabe nicht erlaubt.

## Lösungsansätze
Die Auslöseverzögerung von Kameras stört das spontane Schnappschussfotografieren oder macht es gänzlich unmöglich. Folgende Lösungsansätze können versucht werden:
- Der Fotograf kann versuchen, eine fotografierenswerte Situation zu antizipieren und eben um den Faktor früher auslösen, bevor das gewünschte Bild tatsächlich entsteht.
- Ein zweiter Ansatz besteht darin, grundsätzlich Serienaufnahmen anzufertigen und ebenfalls einige Sekunden oder Sekundenbruchteile vorab auszulösen; dabei ist allerdings die Bildfolgezeit der Kamera zu berücksichtigen, sonst ist der Pufferspeicher der Kamera voll, bevor das gewünschte Bild überhaupt aufgenommen werden konnte.
- Die meisten Digitalkameras weisen einen zweistufig arbeitenden Auslöser auf: In der ersten Stufe werden Fokus und Belichtung gespeichert, erst in der zweiten Stufe wird die Aufnahme mit dann nur sehr geringer Verzögerung ausgelöst. Praktisch lässt sich dies bei vielen Kameras wie folgt anwenden: In Erwartung einer interessanten Situation wird der Auslöser angetippt und angetippt gehalten – damit ist die erste Stufe überwunden. Beim anschließenden Durchdrücken des Auslösers muss nur noch die kürzere Verzögerung der Stufe zwei überwunden werden.
- Manche kompakten Digitalkameras weisen eine Schnappschusseinstellung auf, bei der das Objektiv auf eine mittlere Entfernung, meist der hyperfokalen Distanz, fest eingestellt wird, so dass beispielsweise ab einer Entfernung von etwa zwei Metern „alles scharf“ ist; hierbei entfällt die Verzögerung durch den Autofokus. Dieselbe Technik kann auch bei manuell fokussierbaren Objektiven aller anderen Kameras genutzt werden.
- Einige Kameras unterstützen eine meist Fokusfalle genannte Funktion, bei der manuell auf einen bestimmten Punkt scharfgestellt wird und die Kamera nahezu verzögerungsfrei auslöst, sobald ein bewegtes Motiv diesen Punkt passiert.

## Bewusster Einsatz einer Auslöseverzögerung
Eine gewollte Auslöseverzögerung ermöglicht der Selbstauslöser. Nach Betätigen des Auslösers wartet die Kamera einige Sekunden, bis die Aufnahme erfolgt. Diese Zeitspanne kann der Benutzer der Kamera beispielsweise benutzen, um sich vor der Linse zu positionieren, um ebenfalls auf dem Foto zu erscheinen. Bei Kameras, die keinen Anschluss für einen Draht- oder Fernauslöser aufweisen, kann der Selbstauslöser auch als Notlösung verwendet werden, um bei Aufnahmen mit langer Belichtungszeit vom Stativ aus das Verwackeln zu verhindern.
Einige Kameramodelle bieten eine Blitzfunktion zur Reduzierung des Rote-Augen-Effekts. Hierbei gibt die Kamera zunächst einen Vorblitz ab, die eigentliche Blitzaufnahme erfolgt erst einen Moment später.